# Мастакембелиди
Мастакембелидите (Mastacembelidae) са семейство животни от разред Synbranchiformes.
Таксонът е описан за пръв път от Питер Блекер през 1870 година.

## Родове
- Macrognathus
- Mastacembelus
- Sinobdella